# Lag Gitarren

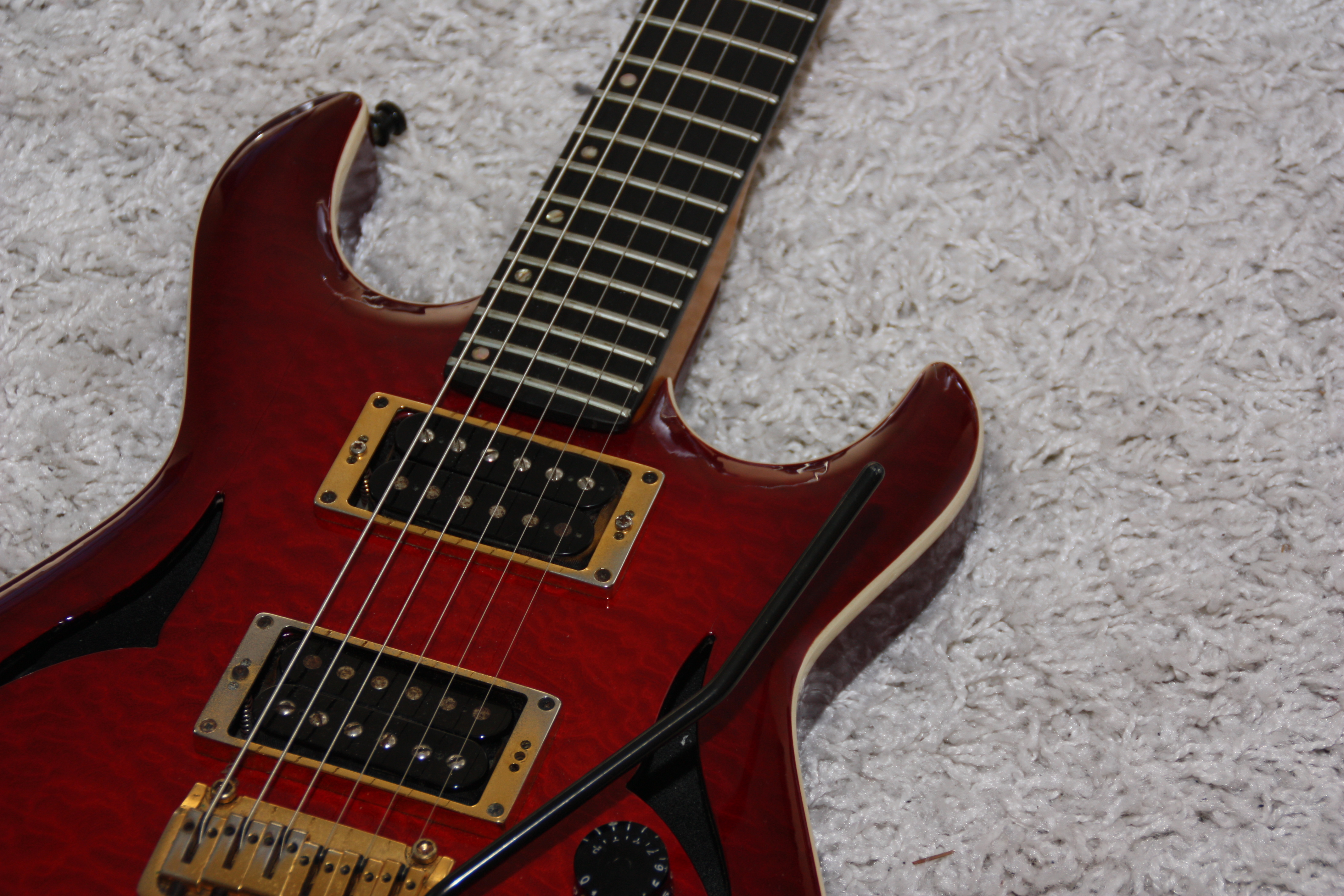
Lag Thinline

Lag ist ein französischer Gitarrenhersteller mit Sitz in Bédarieux (Südfrankreich).

## Gründung der Firma
Im Jahre 1978 beschloss der französische Rockmusiker Michel Chavarria mit Hilfe seines Freundes Daniel Delfour, heute einem erfolgreichen französischen Geigenfabrikanten, eine Werkstatt zu eröffnen, um elektrische und akustische Gitarren zu reparieren und umzubauen. In der alten Werkstatt des Großvaters von Michel, einem Tapeziermeister, war ein Treffpunkt für Gitarristen mit defekten Gitarren und Sonderwünschen entstanden, die ihre Instrumente auf spezielle Bedürfnisse einstellen und tunen ließen. Nach großen Erfolgen und steigender Beliebtheit dieser Werkstatt entstanden aus Skizzen erste Gitarren Prototypen mit eigenem Lag-Label.

## Modellpalette
In den 1990er Jahren lieferte Lag unter anderem recht bezahlbare, in Korea gefertigte Modelle, unter anderem die Linien Hotline und Rockline. Allerdings verschwand die Marke zeitweilig fast völlig aus der Wahrnehmung der Instrumentenläden und -versender, da die Vertriebsfirma Music Connection, die seit Mitte der 90er Jahre die Instrumente vertrieb, Schiffbruch erlitt. So war das Comeback mit den derzeit erhältlichen Modellen recht überraschend. Auch wenn die Firma nie wirklich verschwunden war, so war es bis Anfang des neuen Jahrtausends fast unmöglich, in deutschen Läden eine Lag-Gitarre zu erwerben.
Heute werden im Werk in Bédarieux jährlich ca. 1500 E-Gitarren und ca. 800 akustische Gitarren in Handarbeit gefertigt. Die Modellpalette des Herstellers teilt sich in eine Standard und eine Master Serie. Die Modelle der Master Serie sind handgefertigt und preislich im oberen Mittelfeld angesiedelt.
Die Standardserie besteht aus in Korea und China gefertigten günstigeren Einsteiger- und Mittelklassemodellen, die dem Design der Master Modelle nachempfunden sind.
Gitarren der Firma Lag zeichnen sich durch hochwertige Materialien und Verarbeitung, sowie den Qualitätsbauteilen wie beispielsweise Tonabnehmern von Seymour Duncan und EMG aus.

## Aktuelle Modelle

### E-Gitarren
- Die Jet-Serie gibt es als Standard (hochglänzend lackiert), matt und als New Vintage (mit Schlagbrett). Die Form der Gitarre erinnert an die Gitarre, die Brian May von Queen gebaut und gespielt hat. Sie verfügt aber über ein Shaping für den rechten Unterarm. Die Gitarre ist mit einem Vintage Vibratosystem ausgestattet und ist mit drei Single-Coil-Pickups oder mit einem Humbucker-Pickup in der Stegposition und zwei Single Coils erhältlich.

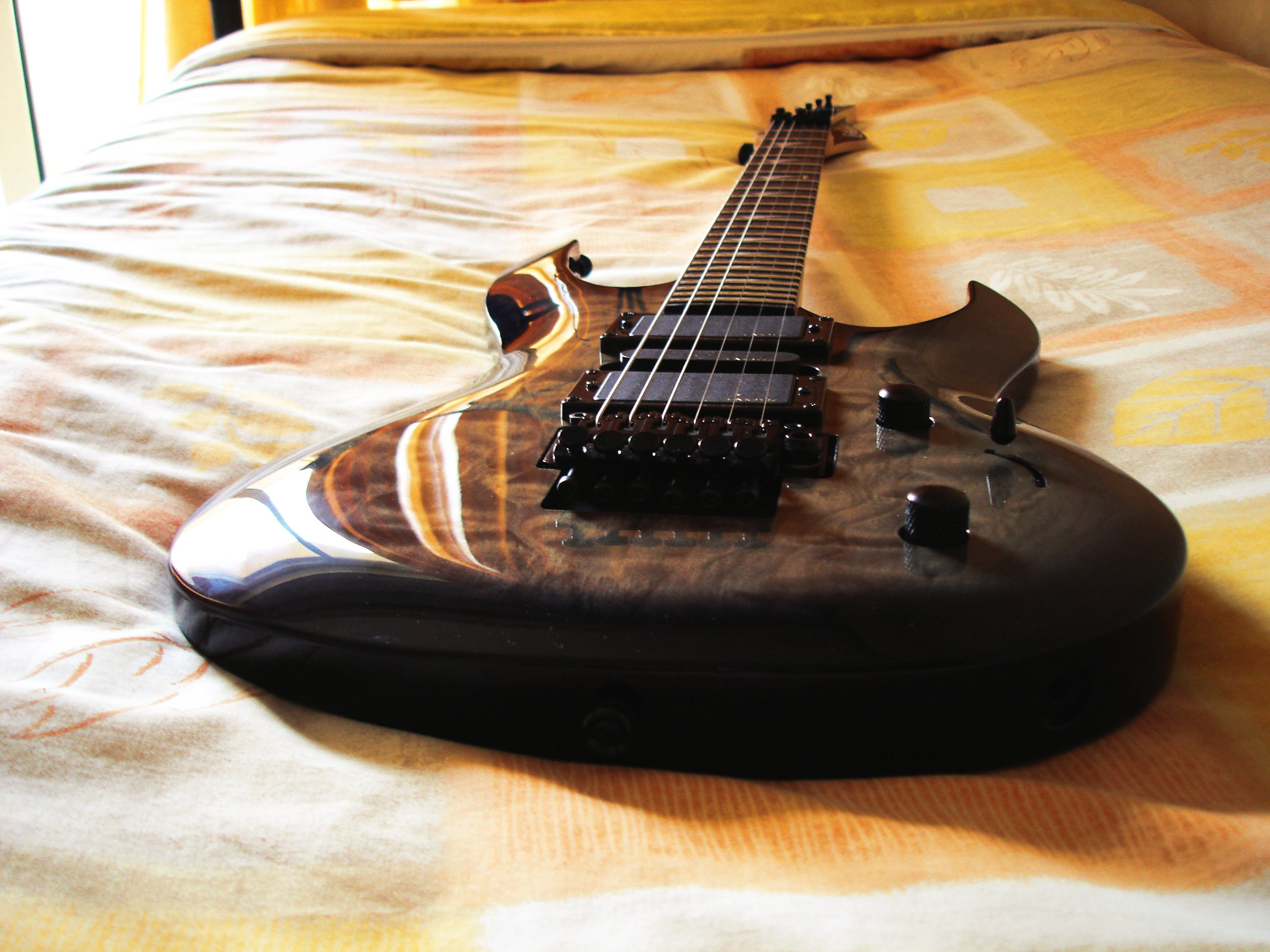
Lag Arkane 200

- Die Arkane ist eine Gitarre im Stratocaster-Stil, hat jedoch tiefer ausgeschnittene Cutaways wie man sie etwa von der Ibanez RG-Serie kennt, was das spielen der höhen Bünde erleichtert. Sie ist mit zwei Humbucker Pickups oder HSH (Humbucker-Single Coil-Humbucker) Bestückung erhältlich und verfügt über ein Floyd Rose Vibratosystem. Es gibt sie in hochglanz (Standard) oder in matt (matt Design) lackiert.
- Die Roxane ist eine an die Les Paul angelehnte Gitarre, die jedoch über zwei Cutaways verfügt, wobei der obere Cutaway etwas größer ist als der untere. So kann man die Form auch als Mischung zwischen Les Paul und SG bezeichnen. Man kann sie hochglänzend (Standard) und matt lackiert erwerben. Alle Modell verfügen über zwei Humbucker-Pickups und eine Tune-O-Matic Bridge und entweder ein Short Stop Tailpiece oder Tear Drop Tailpiece mit String Thru Body Saitenführung (die Saiten werden durch den Korpus gesteckt).
- Die Imperator ist eine modifizierte Kopie der Les Paul. Sie ist nur in hochglänzend lackiert erhältlich, verfügt über zwei Humbucker Pickups und eine Tune-O-Matic Bridge mit Short Stop Tailpiece.

Alle Modell gibt es in verschiedenen Versionen. Sie werden mit Zahlen gekennzeichnet. Aus der Zahl lässt sich die Qualität entlehnen, je höher die Zahl, desto besser ausgestattet ist die Gitarre. Das einfachste Modell trägt die 66, aufwärts geht es dann über 100, 200, 500 bis als am besten ausgestattetes Instrument 1000 bei den Serienmodellen. Die Zahlen 1000 und höher werden nur für Modelle aus der Fertigung in Frankreich vergeben.

### Akustik Gitarren
- Die Akustik-Gitarren tragen fast alle den Modellnamen Tramontane und werden über ein ähnliches Zahlensystem (70, 88, 98, 118, 170 usw.) wie die E-Gitarren qualitativ gekennzeichnet. Im Programm sind die Formen Dreadnought, Jumbo, Auditorium und Stage als Westerngitarre und mit Nylon-Saiten in Auditorium Form. Alle klassischen Konzertgitarren tragen den Namen Occitania. Es gibt Gitarren mit und ohne Pickup/Preamp-System. Weiterhin hat Lâg eine Serie von Ukulelen im Programm.

## Endorser
Bekannte Endorser der Marke Lag sind unter anderen Frank Zappas Sohn Dweezil und der Motörhead-Gitarrist Phil Campbell sowie der Gitarrist der Band um Liv Kristine Dimi Argyropoulos und Pete Doherty von den Babyshambles.